# RheinEnergieStadion
Il RheinEnergieStadion, già noto come Müngersdorfer Stadion prima del cambio di denominazione per motivi di sponsorizzazione e come Cologne Stadium durante gli Europei di calcio 2024, è un impianto sportivo polivalente di Colonia, in Germania.
Inaugurato nel 1923, è da sempre l'impianto che ospita gli incontri della formazione calcistica del Colonia, ma ha ospitato anche, dal 2004 al 2007, la squadra di football americano dei Cologne Centurions. Ha ospitato alcune partite dell'Europeo di calcio del 1988, del Mondiale di calcio del 2006 e dell'Europeo di calcio del 2024. 
Situato nel quartiere Müngersdorf, è raggiungibile dal centro della città con la linea 1 della Stadtbahn di Colonia in un quarto d'ora circa. 
Presso la curva nord si trova un museo dedicato al Colonia.

## Storia
Con il trattato di Versailles del 1919, le fortificazioni di Colonia furono abbattute e la città ebbe a disposizione, lungo riva sinistra del Reno, una vasta superficie che il sindaco Konrad Adenauer volle convertire in campo da calcio e in zona verde destinata ad ospitare varie attività sportive, nel distretto di Müngersdorf. Dal 1920, su iniziativa di Adenauer, l'amministrazione comunale iniziò le trattative per acquisire un terreno più ampio da privati e anche dalla comunità di Weiden-Lövenich su Aachener Strasse, per costruire lo Sportpark Müngersdorf. 
Il 22 settembre 1921 il Comune di Colonia decise di costruire lo stadio per un costo di 15,4 milioni di marchi. La costruzione iniziò già nell'ottobre 1921. Oltre all'arena principale, con circa 80 000 posti a sedere, furono progettati due stadi più piccoli (arena est e ovest), una pista ciclabile, una piscina all'aperto, campi da tennis e hockey e una zona per l'atletica leggera su un'area di 80 ettari. Furono inoltre predisposti un sistema di fermata e binari di raccordo per il tram. Le strutture non erano ancora state completate quando si tenne la cerimonia di apertura, il 16 settembre 1923. Lo Sportpark Müngersdorf, una volta completato, fu il più grande impianto sportivo tedesco fino alla costruzione dello stadio olimpico di Berlino, nel 1936. L'impianto, privo di pista d'atletica, ebbe un costo totale di 47,4 milioni di marchi. 
La prima partita internazionale in questo stadio, Germania Ovest-Paesi Bassi (2-2), si svolse il 20 novembre 1927. La prima partita svoltasi allo stadio dopo la seconda guerra mondiale, vide affrontarsi Norimberga prevalere sul Kaiserslautern per 2-1 di fronte a 75 000 tifosi. Uno degli appuntamenti chiave nello stadio erano le gare di atletica per non professionisti, che nel 1929 attirarono 38 000 partecipanti. Nel 1933 agli ebrei fu impedito l'accesso a tali gare e dopo la seconda guerra mondiale la squadra non ospitò più questo genere di competizioni sportive, ma solo partite di calcio. 
Fino al 2004 l'impianto fu conosciuto come Müngersdorfer Stadion. Furono due le principali fasi di ristrutturazione: la prima ebbe luogo dal 1972 al 1975 e la seconda dal 2002 al 2004. 
In occasione del campionato del mondo 1974, ospitato dalla Germania Ovest, la città di Colonia si candidò a essere una delle sedi della manifestazione e programmò la costruzione di un nuovo stadio da 80 000 posti, per un costo previsto di 23,5 milioni di marchi. La somma iniziale, però, salì ben presto a 93,5 milioni, una cifra troppo alta, per cui il piano fu abbandonato e Colonia fu costretta a rinunciare alla candidatura (al suo posto subentrò Dortmund, con la costruzione del Westfalenstadion). 
In occasione della ristrutturazione degli anni '70 furono investiti 45 milioni di marchi e la capienza fu portata a 61 000 posti a sedere. Il rinnovato stadio fu inaugurato il 12 novembre 1975 con il derby tra Colonia e Fortuna Colonia, terminato 3-0 per i primi. Allo stesso tempo, l'azienda dei trasporti di Colonia costruì una stazione per la metropolitana leggera cittadina (7 milioni di franchi). 
In occasione del campionato d'Europa 1988, tenutosi in Germania Ovest, lo stadio ospitò due incontri. 
L'11 luglio 1992 in questo impianto si esibì Michael Jackson.
Dopo un periodo di costruzione di 30 mesi, per un costo di 117,5 milioni di euro, il 31 gennaio 2004 fu inaugurato il nuovo stadio pronto per il campionato del mondo 2006, in programma in Germania, con l'apertura dell'ultima tribuna. A quel punto lo stadio poteva contenere 50 000 spettatori (41 825 posti a sedere e 8 175 in piedi), ridotti a 46 195 secondo le norme di sicurezza internazionali. In tale occasione di questa ristrutturazione, lo stadio fu ricostruito in più fasi, in modo che il Colonia non dovesse spostarsi durante il periodo di inagibilità; tuttavia la capienza fu limitata per due anni. 
Dopo aver ospitato la Confederations Cup 2005, nel 2006 lo stadio fu una delle dodici sedi del Mondiale tedesco, durante il quale si disputarono a Colonia un ottavo di finale e quattro partite della fase a gironi.
Il 21 agosto 2020 lo stadio ospitò la finale di UEFA Europa League 2019-2020 tra Siviglia e Inter, vinta dagli spagnoli per 3-2; la gara si svolse senza spettatori a causa delle misure restrittive adottate per il contenimento della pandemia di COVID-19.
Nel 2024 è una delle sedi di Euro 2024, ospitando quattro partite della fase a gironi e una degli ottavi di finale.

## Dati tecnici
- Capienza: 49.698 spettatori
- Lunghezza: 220 metri
- Larghezza: 180 metri
- Altezza: 33.25 metri
- Area del tetto: 15.400 metri quadrati

## Partite internazionali  disputate

### Campionato europeo di calcio 1988
- Paesi Bassi -  Unione Sovietica 0-1 (gruppo B)
- Italia -  Danimarca 2-0 (gruppo A)

### Campionato mondiale di calcio 2006
- Angola -  Portogallo 0-1 (gruppo D)
- Ghana -  Rep. Ceca 2-0 (gruppo E)
- Svezia -  Inghilterra 2-2 (gruppo B)
- Togo -  Francia 0-2 (gruppo G)
- Svizzera -  Ucraina 0-0 (0-3 d.c.r.) (ottavi di finale)

### UEFA Europa League
- Siviglia -  Inter 3-2 (Finale, 21 agosto 2020)

### Campionato europeo di calcio 2024
- Ungheria -  Svizzera 1-3 (gruppo A)
- Scozia -  Svizzera 1-1 (gruppo A)
- Belgio -  Romania 2-0 (gruppo E)
- Spagna -  Georgia 4-1 (ottavi di finale)

## Concerti
| Data        | Artista           | Tour                          | Biglietti venduti / Biglietti guadagnati | Incasso       |
| 2010        | 2010              | 2010                          | 2010                                     | 2010          |
| ----------- | ----------------- | ----------------------------- | ---------------------------------------- | ------------- |
| 29 maggio   | Pink              | Funhouse Summer Carnival Tour | 42.420 / 42.826                          | 2 664 426 US$ |
| 2012        |                   |                               |                                          |               |
| 27 maggio   | Bruce Springsteen | Wrecking Ball World Tour      | 40.417 / 40.417                          | $3.786.222    |
| 4 settembre | Coldplay          | Mylo Xyloto Tour              | 44.575 / 44.575                          | $3.366.680    |
| 2013        |                   |                               |                                          |               |
| 22 giugno   | Bon Jovi          | Because We Can                | 42.476 / 42.476                          | $3.572.843    |
| 2016        |                   |                               |                                          |               |
| 28 luglio   | Rihanna           | Anti World Tour               | N.D.                                     | N.D.          |
| 2018        |                   |                               |                                          |               |
| 3 luglio    | The Carters       | On the Run II Tour            | 39.501 / 39.501                          | $4.520.814    |